# Museo Egipcio de Melilla
El Museo Egipcio de Melilla es un museo de arte egipcio de la ciudad española de Melilla. Es uno de los dos únicos museos de arte egipcio de España junto con el de Barcelona. Abrió sus puertas en 2021, cuenta con tres plantas dedicadas a la exposición.